# Panopticon (låt)
"Panopticon" är en låt av den amerikanska rockgruppen The Smashing Pumpkins, utgiven som den andra singeln från deras åttonde album, Oceania. Den släpptes från början som en promosingel för radio den 15 september 2012.

## Bakgrund och inspelning
"The Celestials" skrevs av sångaren och gitarristen Billy Corgan. I en intervju med MusicRadar uppgav han, "Den är lik 'Quasar' i den mening att vi hade öppningsriffet och inte visste vad vi skulle göra med det, men ändå i den gitarrstil jag gillar att spela. Till slut satt jag bara ner och skrev låten på piano. Ibland när man har en riffig låt hjälper den dig att bara spela ackorden utan någon rytm, och då hör man 'låten' i den. Det är de väldigt Paul McCartney/Wings-aktiga ackorden – Broadway-ackorden. Det jag är mest stolt över från en låtskrivares synvinkel är hur den får från D-dur till A-moll. Den går från en väldigt 'durig' känsla till något sorgset, nästan en spansk känsla. Jag vet inte hur tusan jag gjorde det, men det är en av mina favoritsaker i låten, hur man kan behålla tonarten men förändra känslan.".

## Mottagande
NME beskrev låten som "elegant och drömsk". Consequence of Sound uttryckte att den var "heroisk". I tidningen Spins recension av Oceania fokuserade man på Mike Byrnes trummande på "Panopticon". Artistdirect betonade också Byrnes insats genom att beskriva hans trummande som "perfekt perkussionsframdrivande".